# Мастер святого Франциска

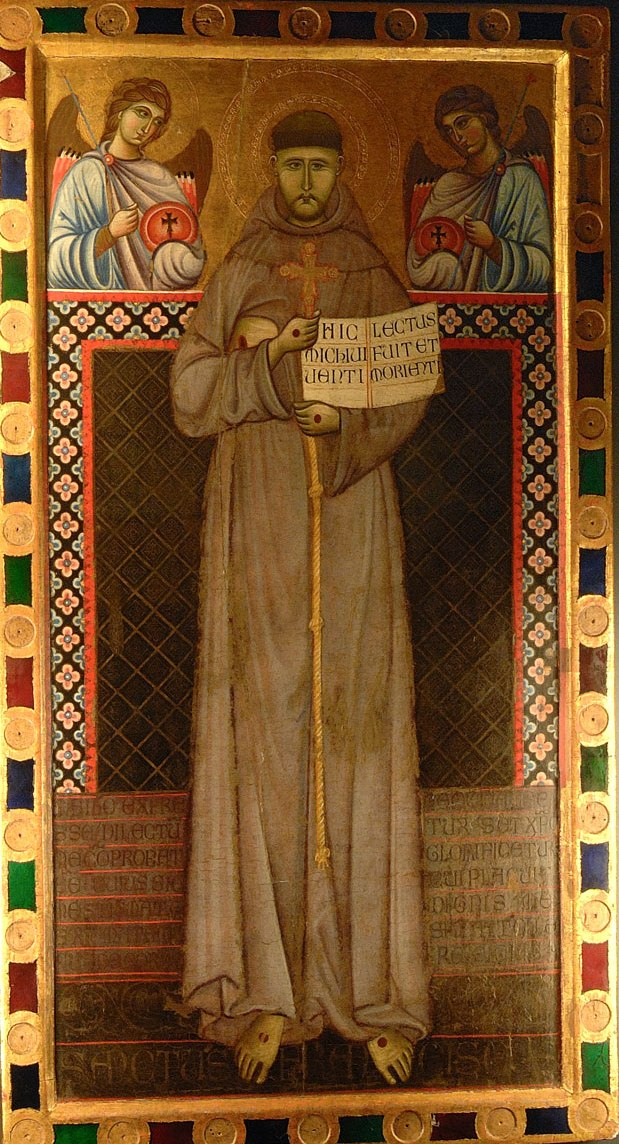
Мастер святого Франциска. «Святой Франциск и ангелы» (из ц. Санта Мария дельи Анджели). Ассизи, Монастырский музей.

Мастер святого Франциска (итал. Maestro di San Francesco) — итальянский художник, работавший в Умбрии приблизительно в 1250—1280 годах.
Анонимный мастер, оставивший сравнительно большое художественное наследие. Главные его произведения находятся в Перудже и Ассизи, поэтому один из этих городов мог быть местом его рождения. Имя «Мастер святого Франциска» художнику дал немецкий историк искусства Генрих Тоде в 1885 году, назвав так автора алтарной картины «Святой Франциск и ангелы», хранившейся в церкви Санта Мария дельи Анджели в Ассизи (ныне — Монастырский музей, Ассизи), и связав с его творчеством начало раннего Возрождения в Италии.

## Станковая живопись
Генрих Тоде составил и первый каталог произведений Мастера святого Франциска, который с тех пор не претерпел значительных изменений. Учёный приписал мастеру ряд фресок в Нижней церкви Сан Франческо в Ассизи, а также авторство разрозненных панелей, хранящихся в Национальной Галерее Умбрии, Перуджа, которые ранее составляли большой двусторонний алтарь. Позднее в разных музеях были обнаружены ещё несколько деталей этого алтаря. Эксперты считают его старейшим полиптихом такого типа. Американский исследователь Диллан Гордон, посвятивший в 1982 году этой проблеме отдельную работу, считает, что до наших дней дошло менее половины картин этого полиптиха. Другой специалист, Донал Купер (2001), поясняет, что тип такого двустороннего алтаря возник как ритуальная необходимость, поскольку одна его сторона была обращена к пастве, в то время как другая к церковной братии и хору, располагавшемуся за алтарём.
Согласно реконструкции Диллана Гордона, в полиптихе было как минимум 18 панелей с изображениями святых, апостолов, пророков и сцен страстного цикла. От последних сохранились только «Снятие с креста» и «Оплакивание» (Национальная галерея Умбрии, Перуджа). Также до наших дней дошли: «Святой Антоний», «Святой Франциск принявший стигматы», «Святой Матфей», (Национальная Галерея Умбрии, Перуджа), «Святые Варфоломей и Симон» (Нью-Йорк, Музей Метрополитен). «Святой Иаков-младший» и «Святой Иоанн Богослов» (Вашингтон, Национальная галерея искусства), и пророк — «Исайя» (Ассизи, Сокровищница Храма святого Франциска), «Св Пётр» (Собрание Стоклет, Брюссель). Гаррисон (1949) и Шультце (1961) считали, что алтарь был создан для Нижней церкви Сан Франческо в Ассизи, но Гордон (1982) установил, что произведение предназначалось для храма Святого Франциска в Прато.
Двусторонний полиптих из церкви Сан Франческо в Прато.

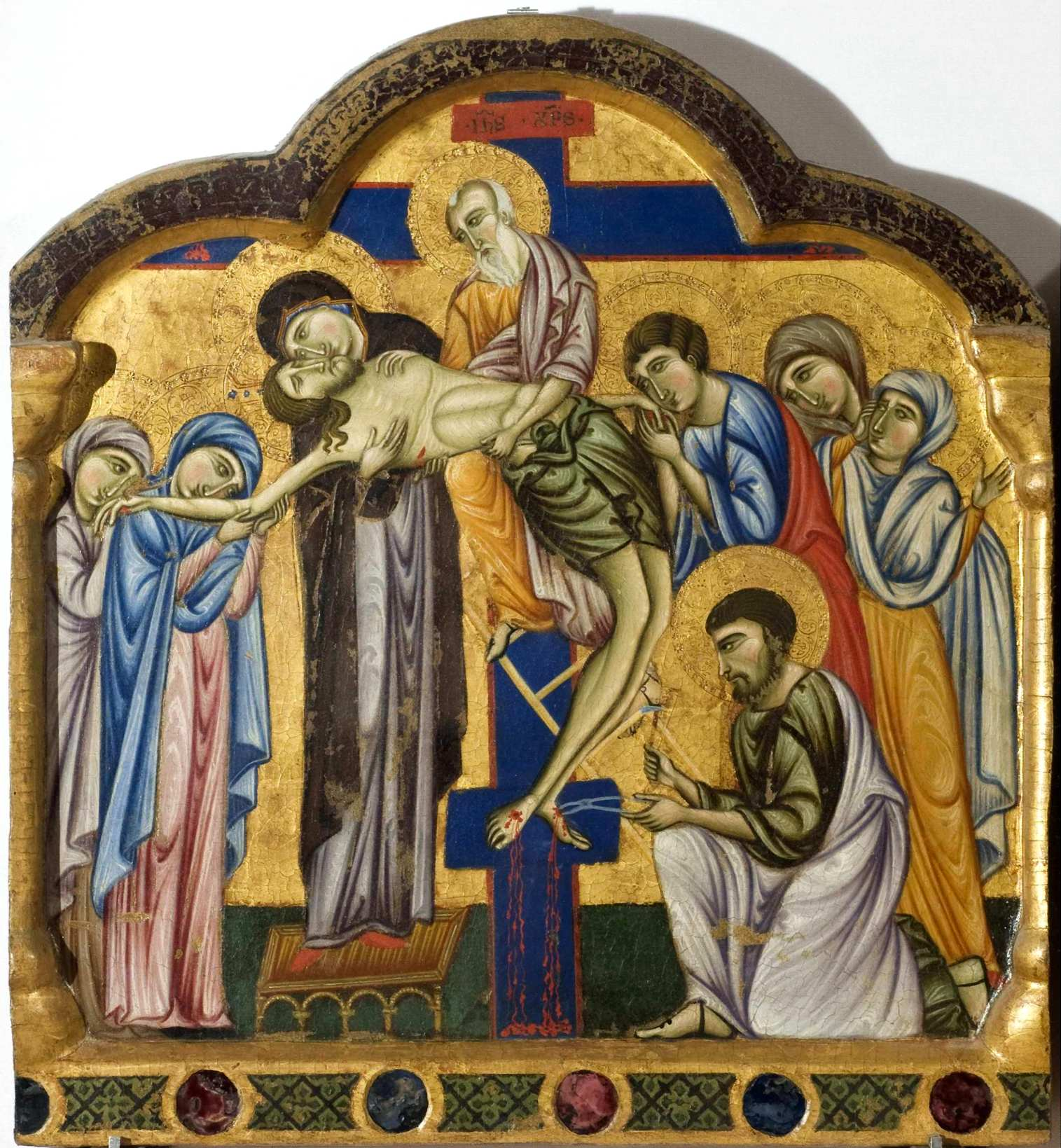
Снятие с креста. Ок. 1272. Национальная Галерея Умбрии, Перуджа
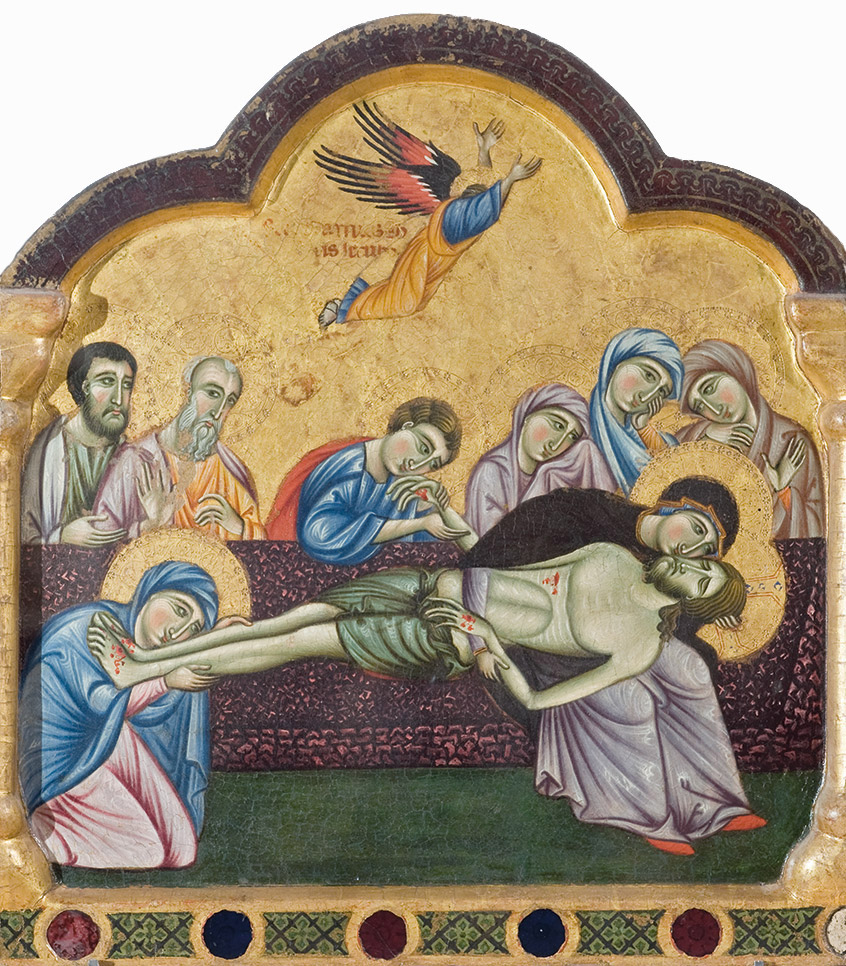
Оплакивание. Ок. 1272. Национальная Галерея Умбрии, Перуджа
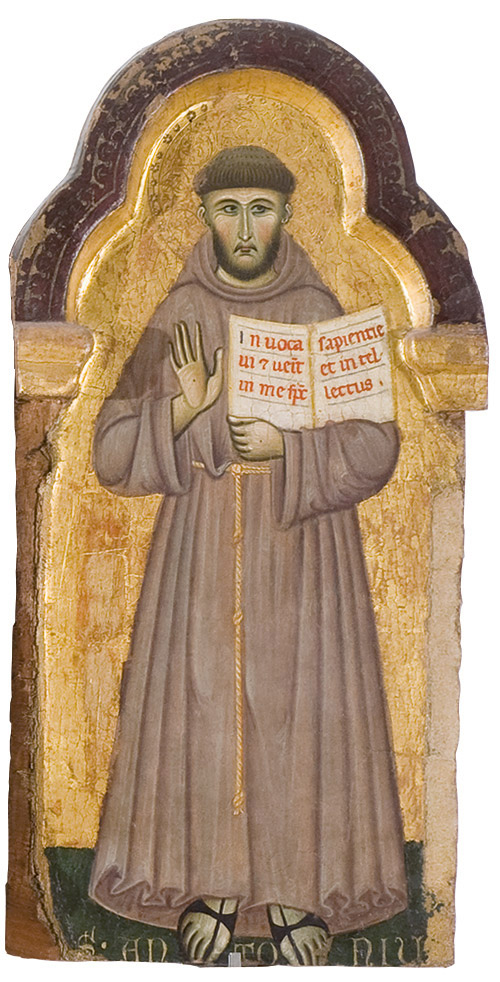
Святой Антоний Падуанский. Ок. 1272. Национальная Галерея Умбрии, Перуджа
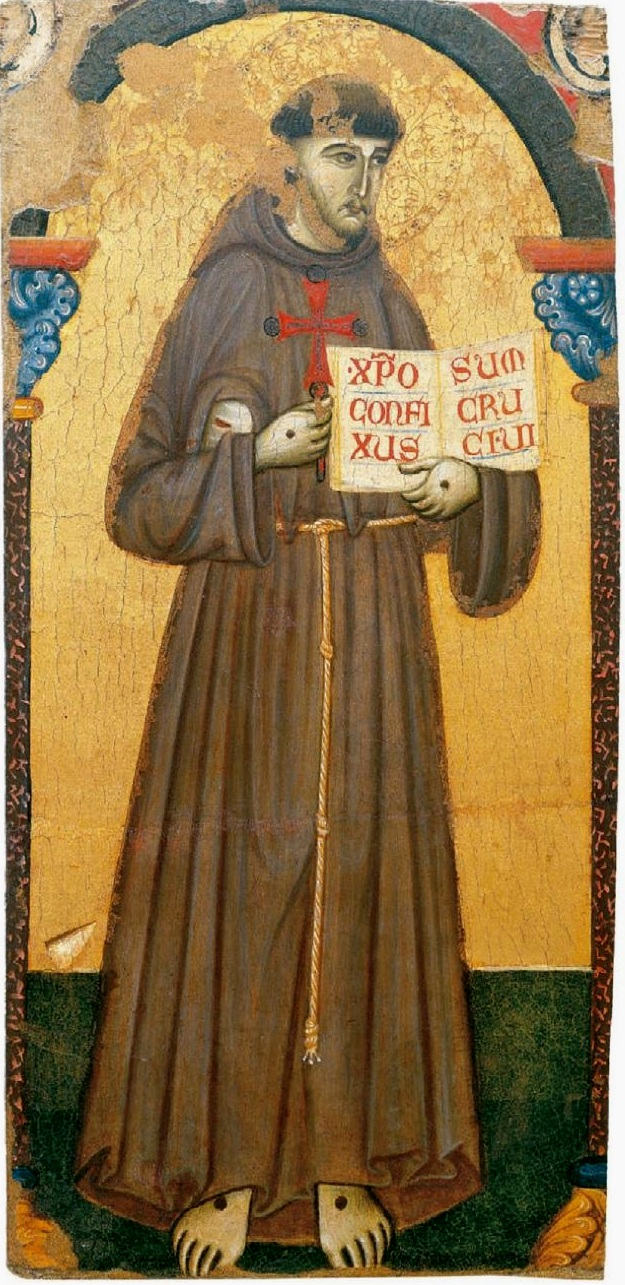
Святой Франциск принявший стигматы. Ок. 1272. Национальная Галерея Умбрии, Перуджа
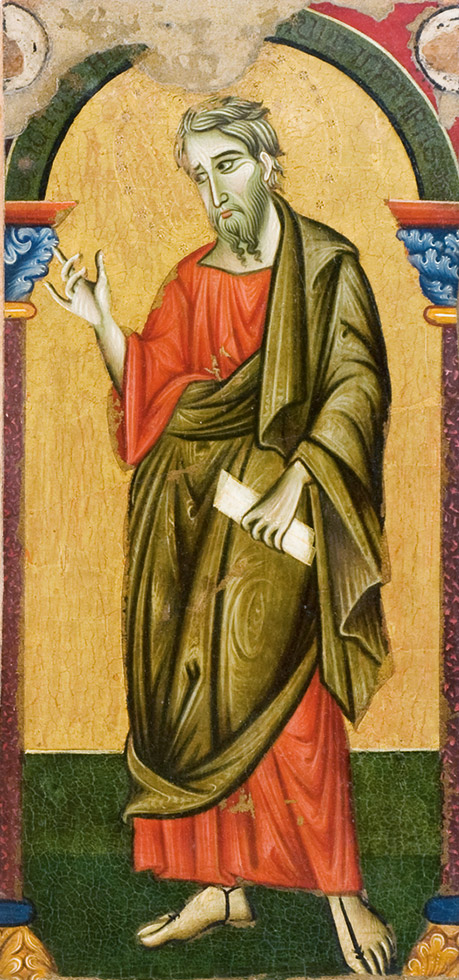
Святой Матфей. Ок. 1272. Национальная Галерея Умбрии, Перуджа
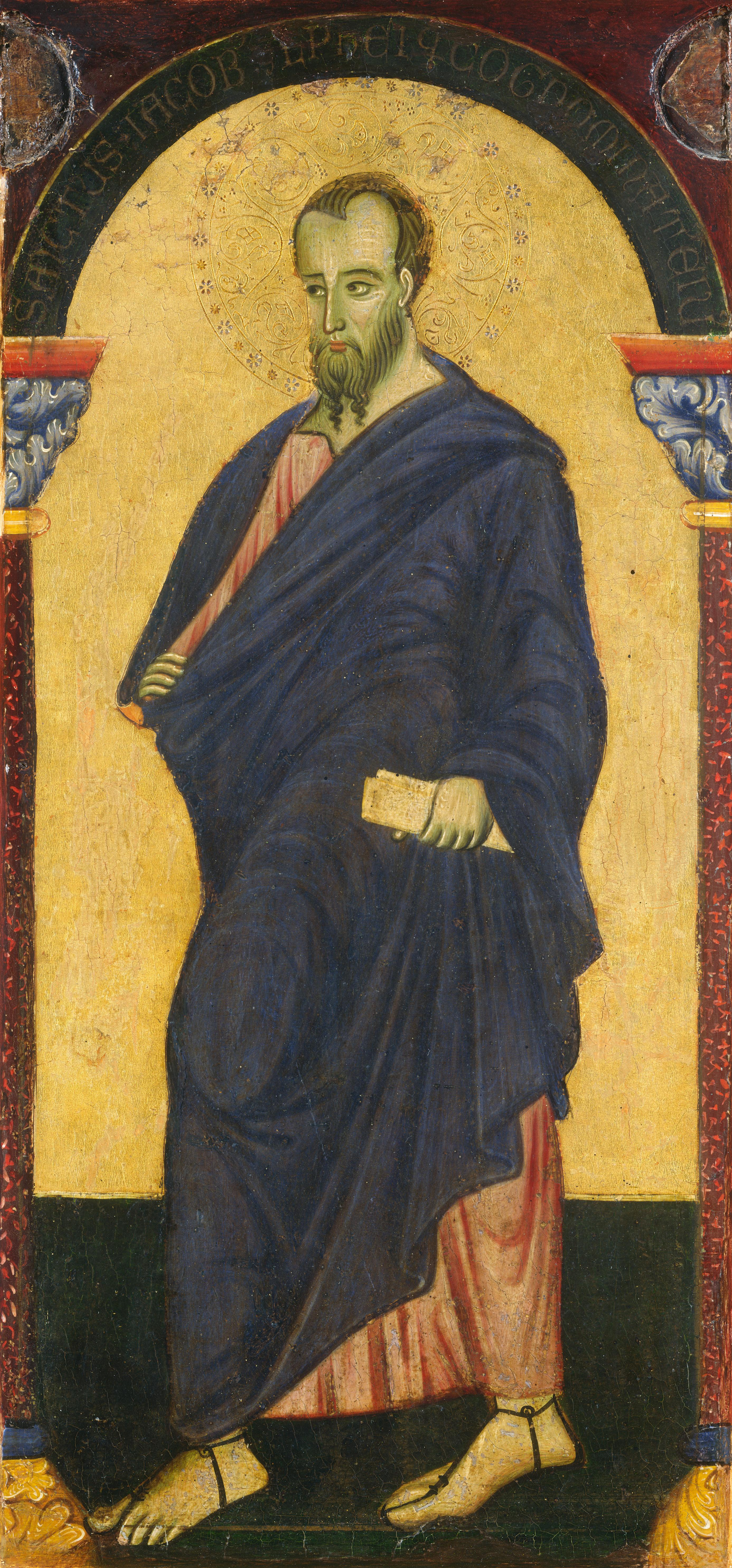
Святой Иаков-младший. Ок. 1272. Национальная галерея искусства, Вашингтон
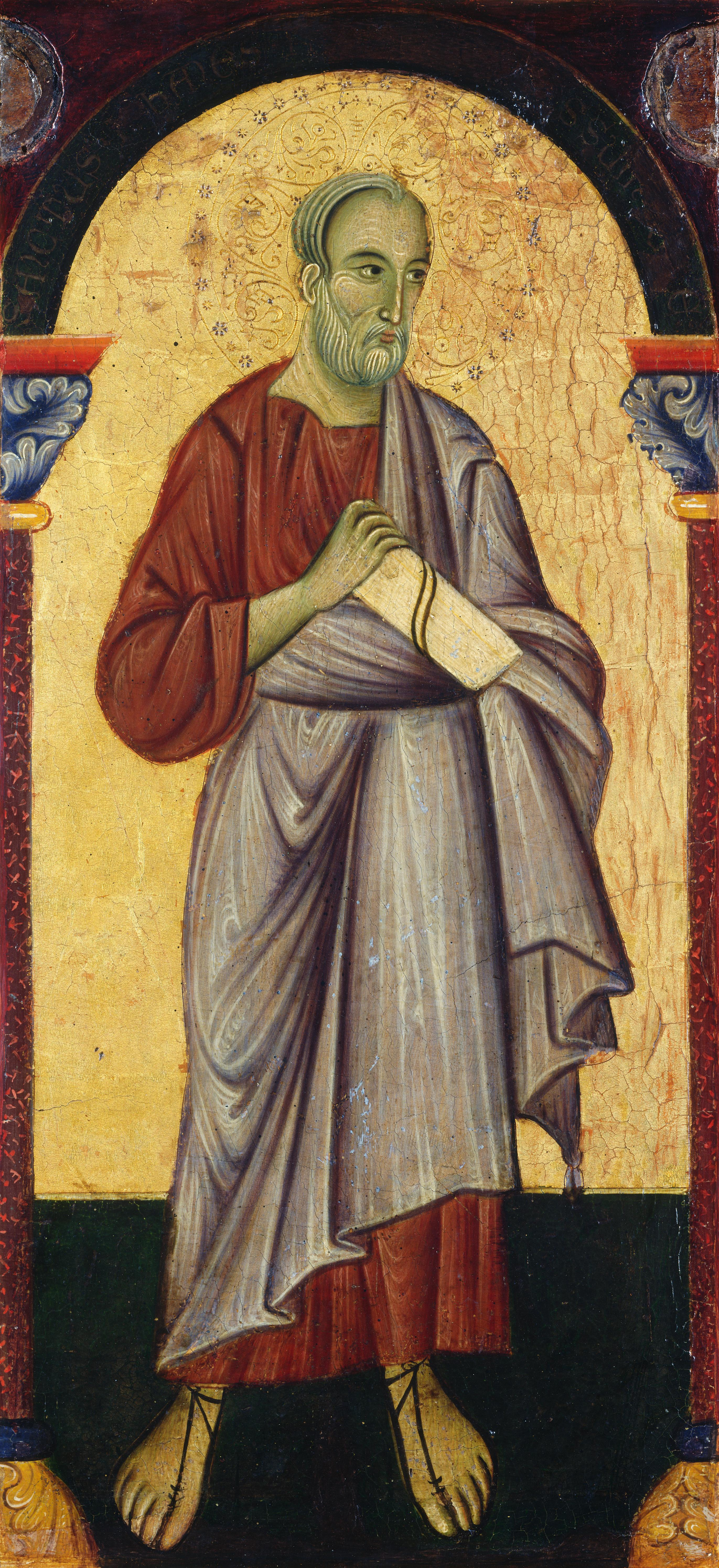
Святой Иоанн Богослов. Ок. 1272. Национальная галерея искусства, Вашингтон
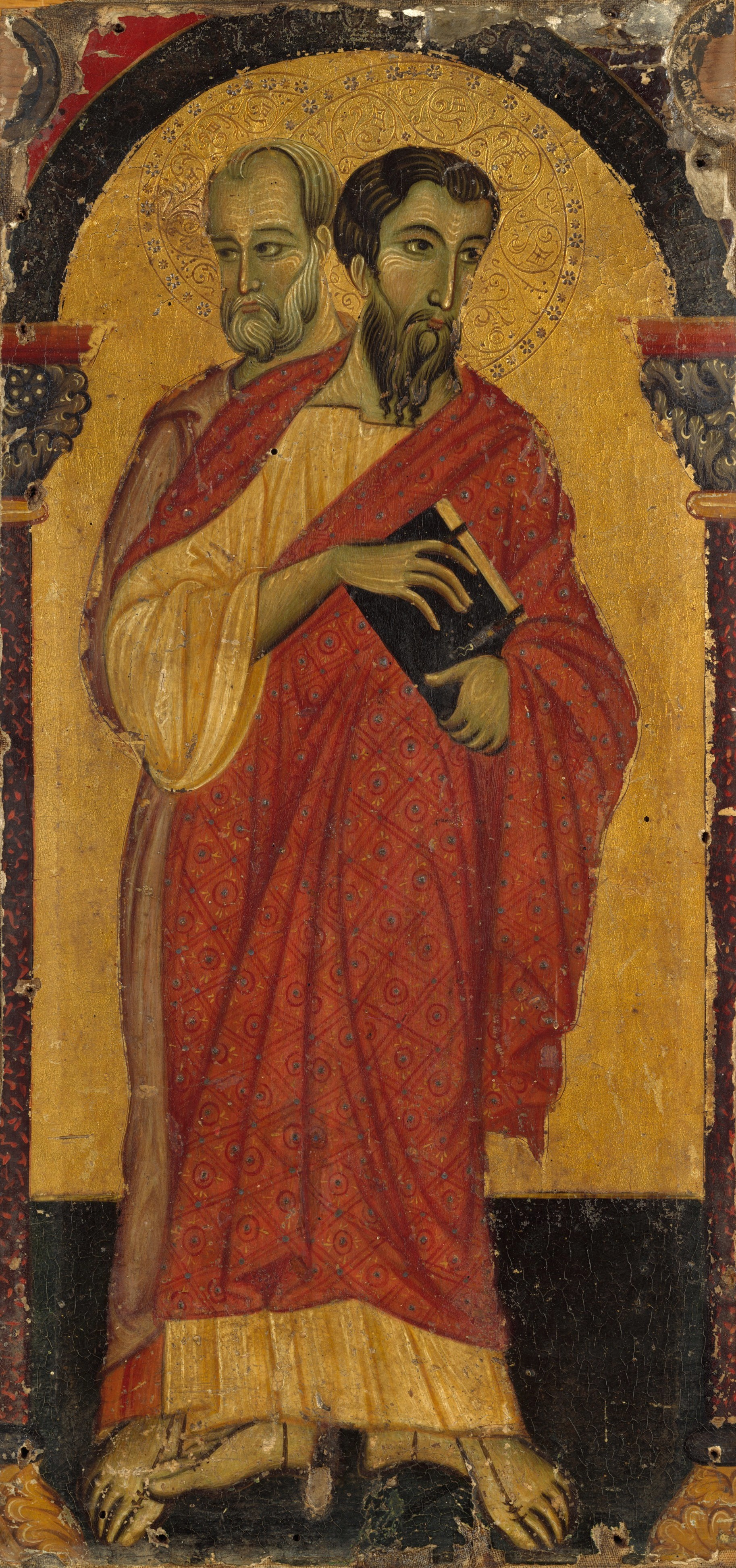
Святые Варфоломей и Симон. Ок. 1272. Музей Метрополитен, Нью-Йорк

Единственным датированным произведением Мастера святого Франциска является большой расписной крест из церкви Сан Франческо аль Прато (1272 г., ныне — Перуджа, Национальная галерея Умбрии). Специалисты считают, что над ним мастер работал вместе с помощником. В этом кресте видно сильное влияние Джунта Пизано, однако Мастер святого Франциска использовал свою, более яркую колористическую гамму.
Кроме этого, Мастеру святого Франциска по стилевым признакам приписывают ещё ряд произведений: три больших расписных креста (Национальная галерея, Лондон; Париж, Лувр; и Флоренция, Собрание Актон), «Двусторонний крест» из Сокровищницы Храма Сан Франческо в Ассизи, «Крест» из Музея Валльрафа-Рихартца, Кёльн (приписывается также Мастеру Синих Распятий), «Пьета» из Коллекции Стоклет, Брюссель (поскольку видна явная связь автора этой работы с произведениями Мастера святого Франциска) и створки «Святой Франциск и Святая Клара» из Национальной галереи Умбрии, Перуджа (приписывается также Мастеру Триптиха из Перуджи).

Мастер святого Франциска. Распятие. 1265-70гг. Лувр, Париж.
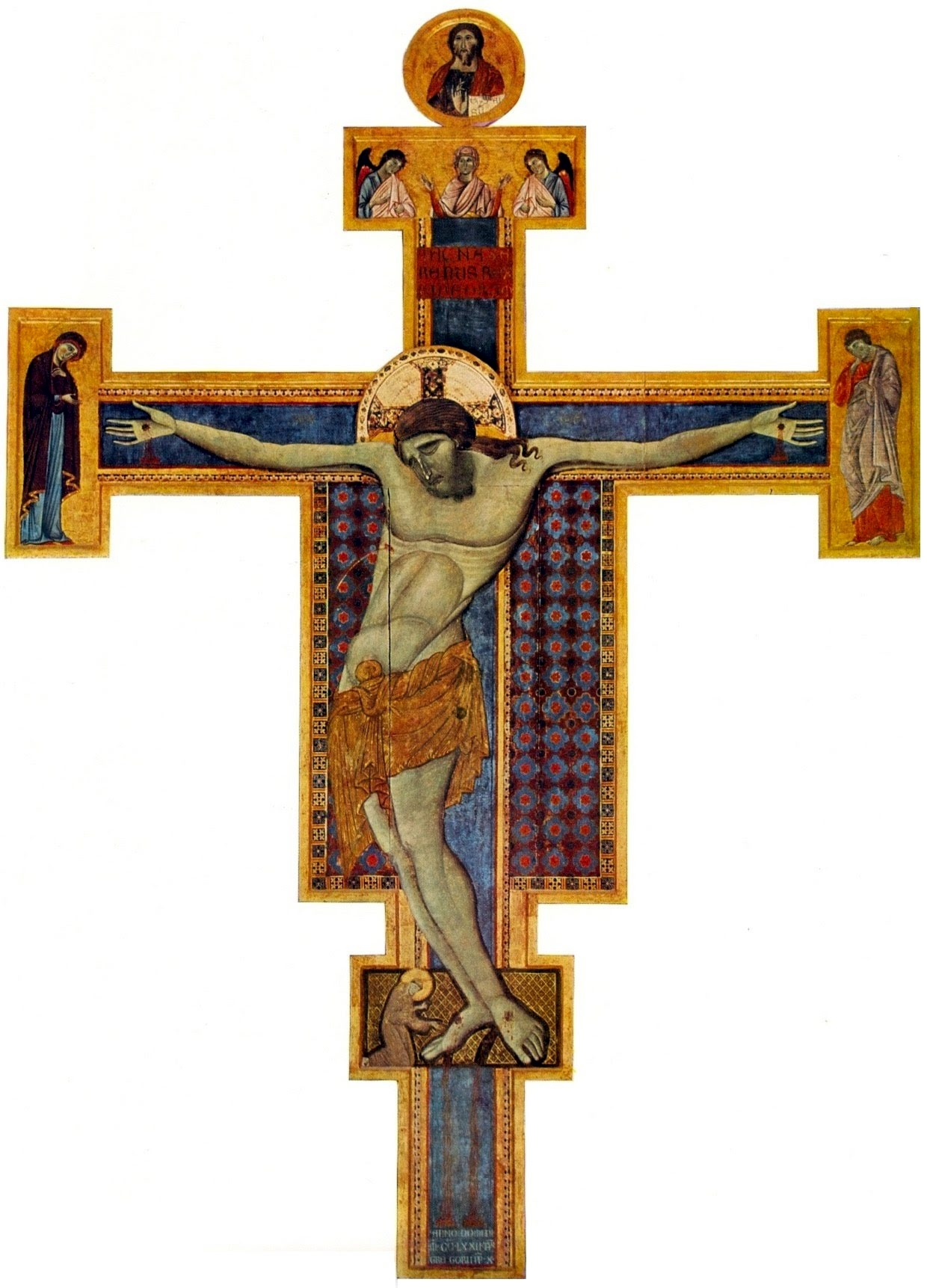
Мастер святого Франциска. «Крест». 1272 г. Перуджа, Национальная галерея Умбрии.
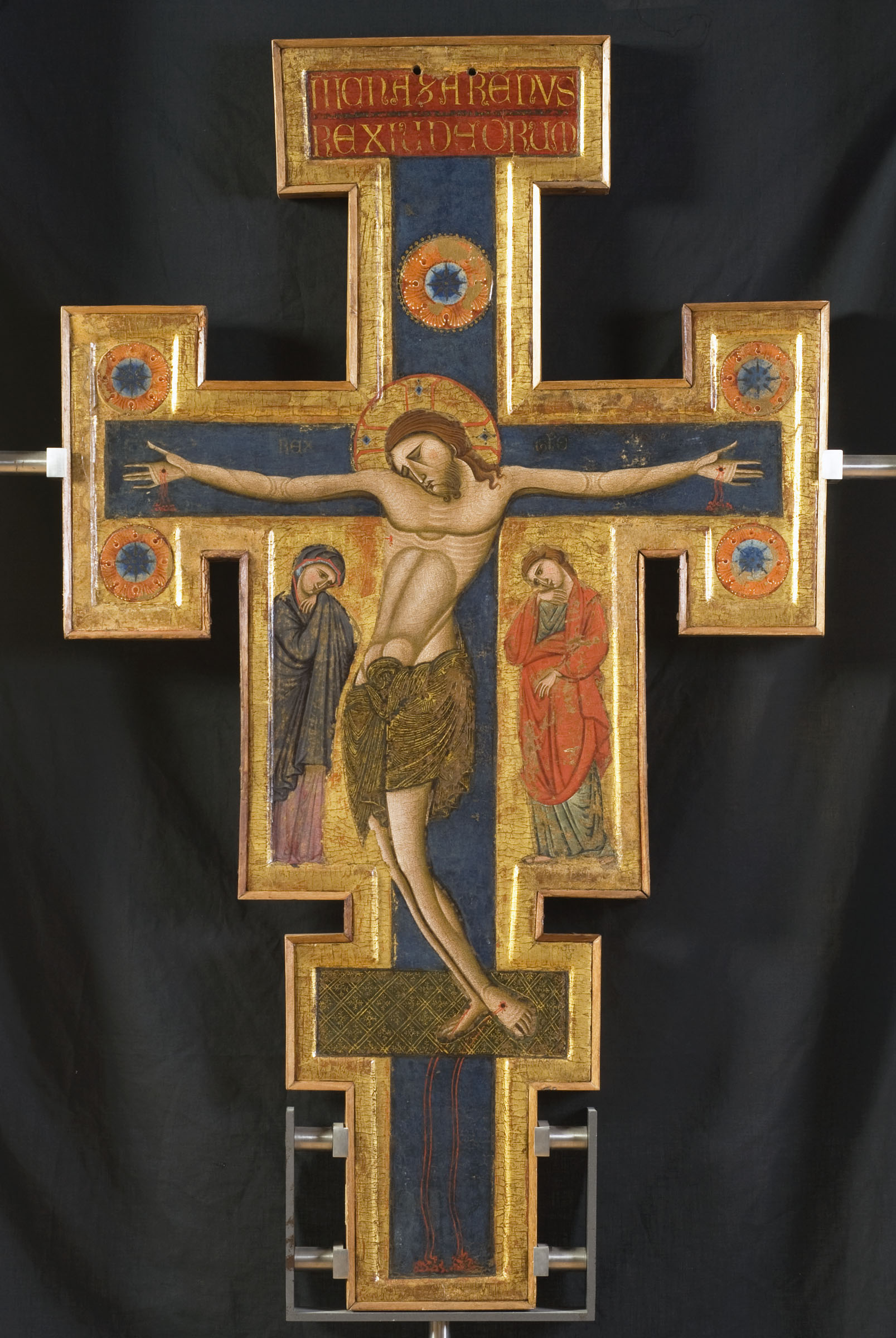
Двусторонний крест для процессий, 128,5х78см, 1270-1280 гг., Перуджа, Национальная галерея Умбрии. Лицевая сторона.
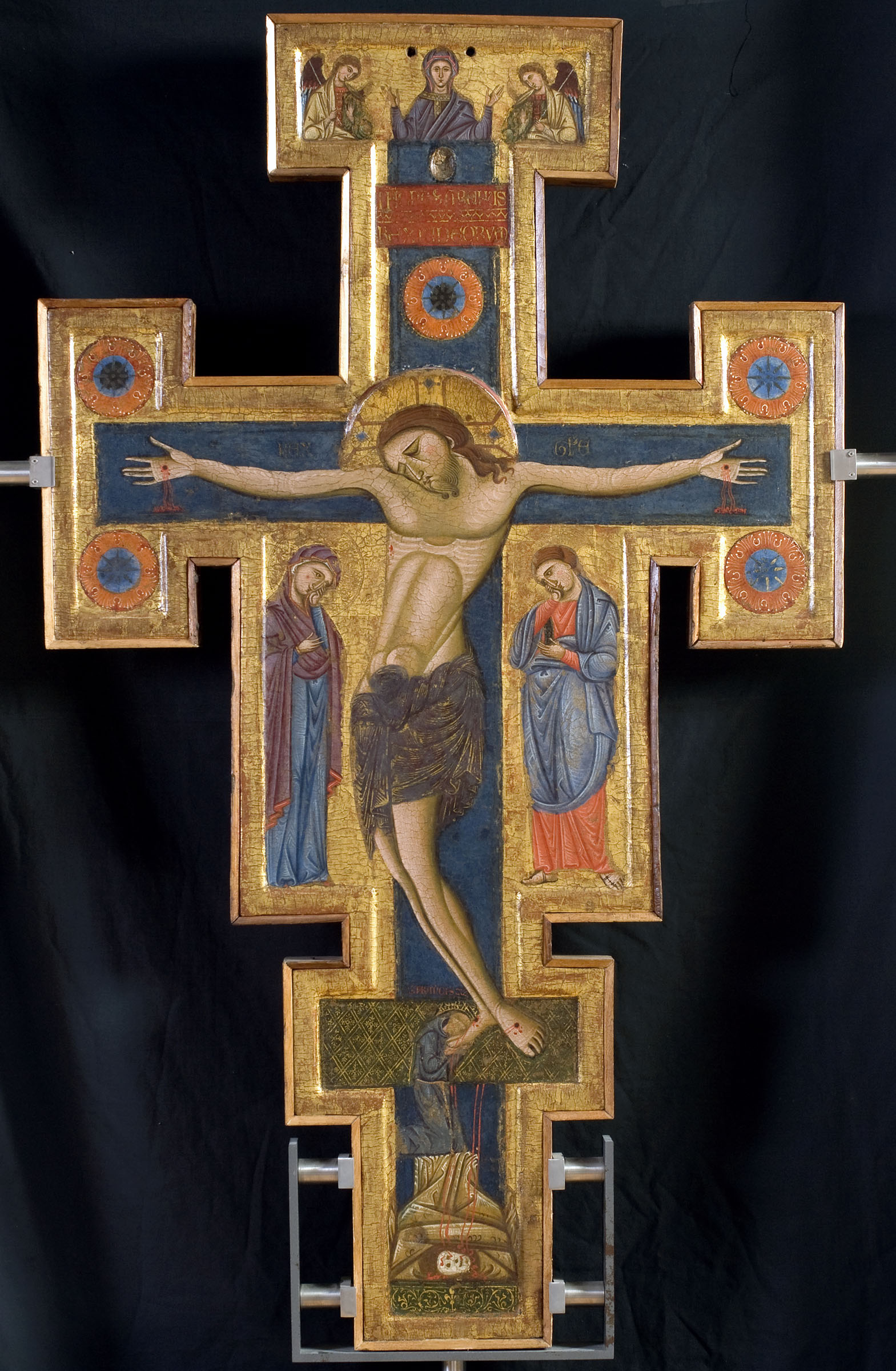
Двусторонний крест для процессий, 128,5х78см, 1270-1280 гг., Перуджа, Национальная галерея Умбрии. Оборотная сторона.
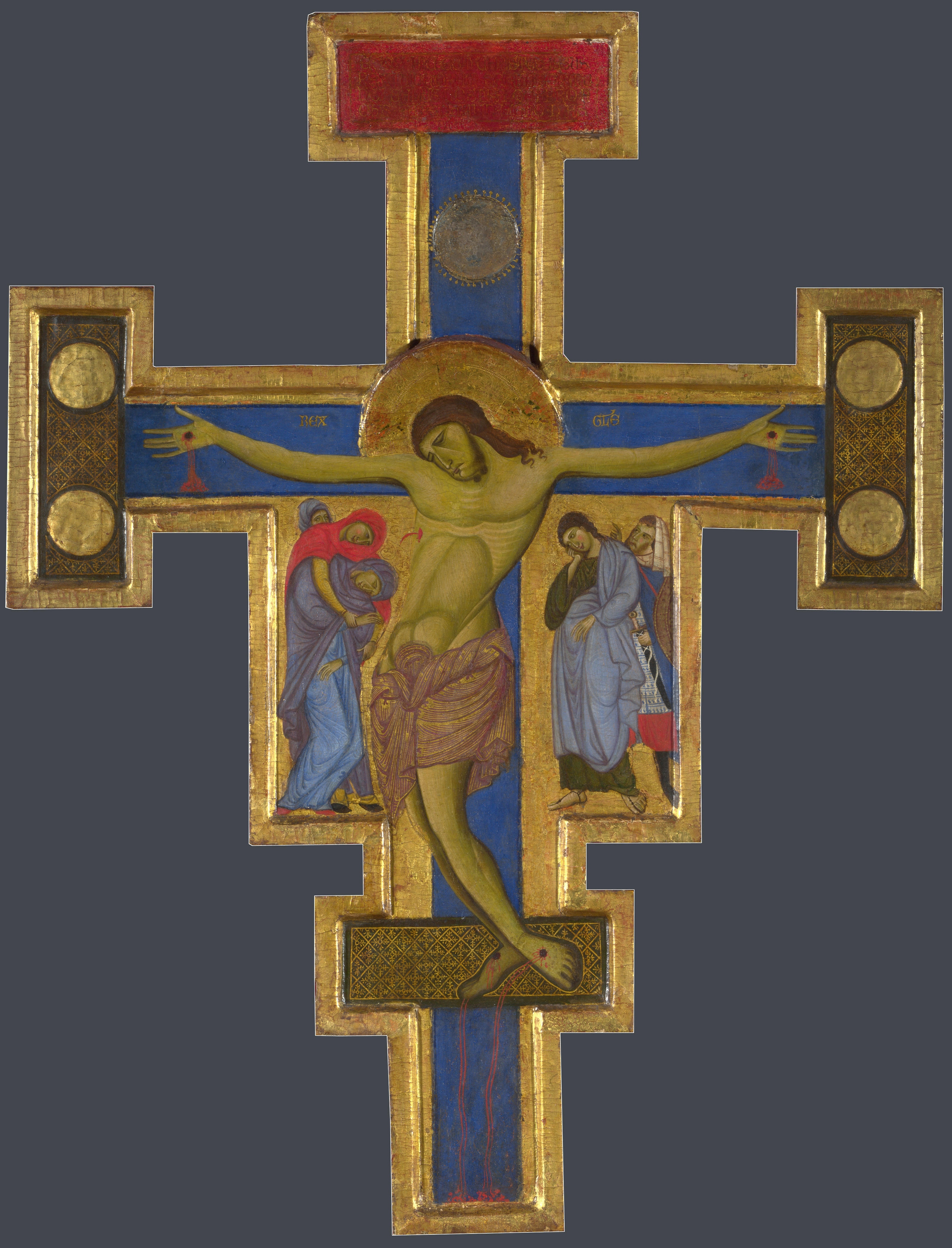
Мастер святого Франциска. Распятие. 1272-85гг. Национальная галерея, Лондон.

Во всех работах Мастер святого Франциска демонстрирует свою независимость по отношению к формам, пришедшим из поздневизантийского искусства, распространившегося в то время не только в Тоскане, но и в Умбрии. Он делает свои персонажи более выразительными, живыми, усиливая или разрушая их размеренные линии, и придавая им остроту. В «Распятии» 1272 года мастер так искривляет линию тела Христа, что она едва не уходит из поля табеллоне. В работе над крестами Мастер святого Франциска опирался на творчество своего современника Джунта Пизано. Специалисты считают, что он был проводником творчества Джунта в Умбрии.

## Фрески

Мастер святого Франциска. Святой Франциск проповедует птицам. 1260-е гг. Ц. Сан Франческо, Ассизи

Крупнейшей работой Мастера святого Франциска являются росписи Нижней церкви Сан Франческо в Ассизи, где в центральном нефе сохранились его фрески, правда, изрядно пострадавшие из-за осыпания штукатурки. Это были первые росписи в недавно построенном храме, и они были доверены именно этому мастеру. Письменных источников, указывающих время начала работ не сохранилось, но специалисты предполагают, что это примерно 1260 год. На северной стене размещен Страстной цикл — «Несение креста», «Снятие с креста», «Оплакивание Христа», «Христос в Эммаусе», а на противоположной, южной стене фрески посвященные житию святого Франциска — «Видение папы Иннокентия III», «Проповедь птицам», «Стигматизация святого Франциска», «Обретение мощей». Такое расположение было призвано внушить паломникам мысль о тесной связи между Христом и святым Франциском, соотнести их жизненные пути. Литературным источником для фресок послужили два тома жития святого Франциска, составленные Томмазо ди Челано с 1228 по 1229, и с 1246 по 1247 годы.
Фрески Мастера святого Франциска были совершенно новым словом в росписи церквей той эпохи. Достаточно посмотреть на страдающую Марию в сцене «Оплакивания Христа», чтобы стало ясно, в какой мере мастер продвинулся вперед в изображении жизнеподобия событий по сравнению с художниками начала и середины XIII века. Разумеется, его живопись находилась в тесной связи с византийской традицией, но динамика контуров и жизненная экспрессия далеки от византийского благонравия. Эта эмоциональная живопись имеет явную связь с тосканской традицией середины XIII века, выразившейся в распятиях Джунта Пизано, рельефах Никколо Пизано и в творчестве сиенских художников второй половины XIII века. Специалисты предполагают, что если Мастер святого Франциска был не тосканского происхождения, то он явно обучался живописи в тосканских мастерских. Возможно, это была Пиза или Сиена.
При более тщательном искусствоведческом анализе исследователи обнаружили во фресках различные влияния, которые связывают с творчеством приезжих мастеров. Из сохранившихся документов достоверно известно о двух художниках, положивших начало росписи в этой части храма. Один из мастеров, как полагают, прибыл из Англии и в искусствоведческой литературе известен как «Северный» или «Готический мастер», а также как «Maestro oltremontano». Другой художник прибыл из Рима, иногда его идентифицируют с Якопо Торрити. Готический мастер расписал только своды и верхний ярус трансепта (ему принадлежат плохо сохранившиеся «Преображение Христово» и «Маэста»), Римский мастер исполнил росписи восточного трифория и противоположной ему стены.
Итальянский искусствовед Пьетро Тоэска в 1927 году в значительной мере расширил творческий диапазон Мастера святого Франциска, приписав ему создание витражей в Нижнем храме Святого Франциска в Ассизи. Он отметил большое сходство между расписным крестом из Перуджи и витражами окон, которые числятся под номерами V, I, II, XII и XIII, высказав предположение, что у художника, вероятно, была крупная мастерская, способная выполнять самые разные работы. По окончании работ в Ассизи эта мастерская, по всей вероятности, продолжила работать под патронажем ордена францисканцев, выполняя работы в разных районах Италии, в частности в Умбрии, Перудже и Губбио.

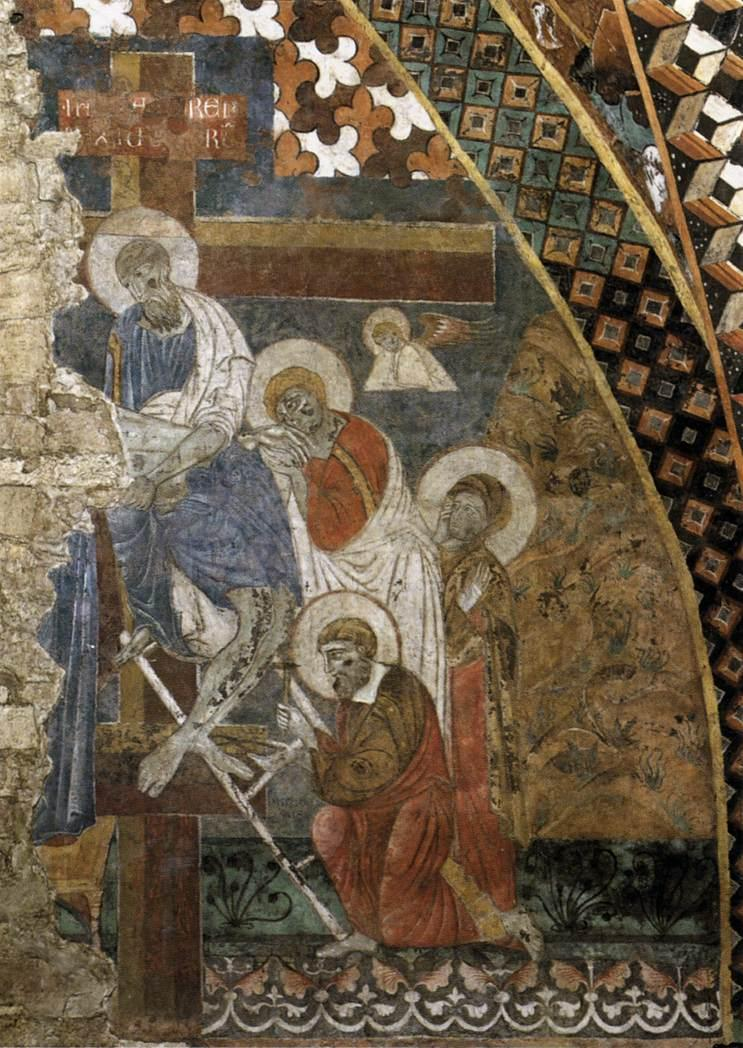
Мастер святого Франциска. Снятие с креста.
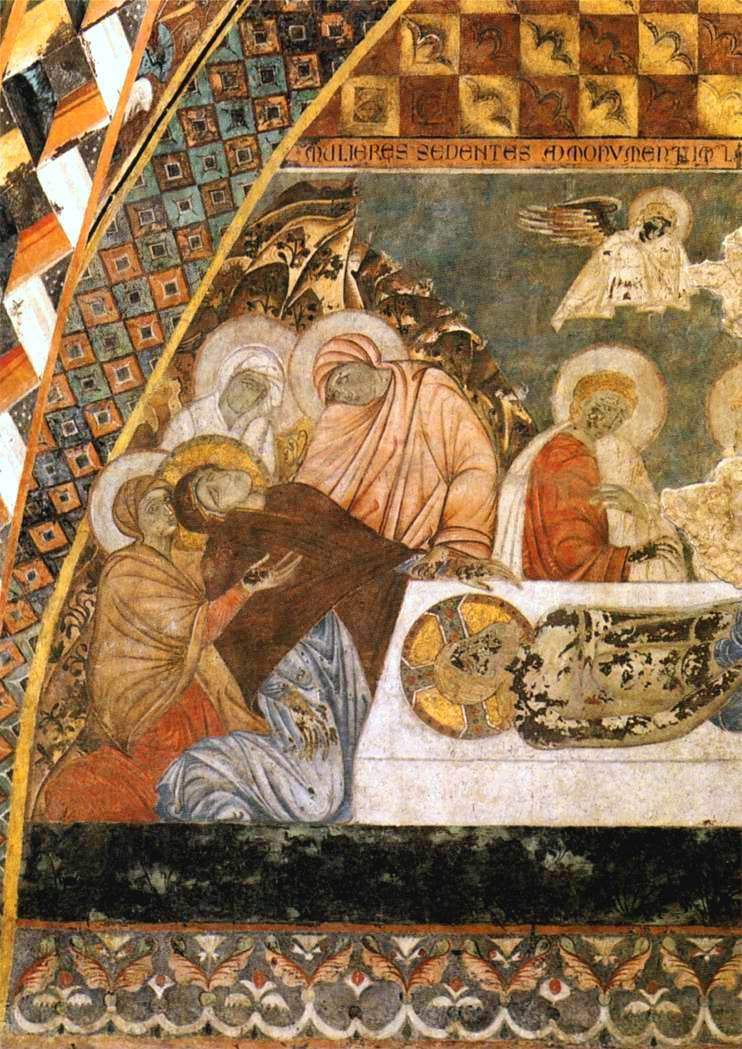
Мастер святого Франциска. Оплакивание Христа.
Мастер святого Франциска. Стигматизация святого Франциска.
Круг Мастера святого Франциска. Погребение святого Франциска.